# Gubby-Gråssjön
Gubby-Gråssjön är en sjö i Bräcke kommun och Ånge kommun i Medelpad och ingår i Ljungans huvudavrinningsområde. Sjön har en area på 0,188 kvadratkilometer och ligger 431,8 meter över havet. Sjön avvattnas av vattendraget Täljeån.

## Delavrinningsområde
Gubby-Gråssjön ingår i det delavrinningsområde (694990-149681) som SMHI kallar för Inloppet i Övertjärnen. Medelhöjden är 441 meter över havet och ytan är 19,83 kvadratkilometer. Det finns inga avrinningsområden uppströms utan avrinningsområdet är högsta punkten. Täljeån som avvattnar avrinningsområdet har biflödesordning 2, vilket innebär att vattnet flödar genom totalt 2 vattendrag innan det når havet efter 112 kilometer. Avrinningsområdet består mestadels av skog (78 procent). Avrinningsområdet har 0,19 kvadratkilometer vattenytor vilket ger det en sjöprocent på 0,9 procent.